# United Engine Corporation
Die United Engine Corporation (UEC) (russisch Объединённая двигателестроительная корпорация / Obedinjonnaja Dwigatelestroitelnaja Korporazija) ist ein russischer Maschinenbaukonzern, dessen Tochtergesellschaften in der Herstellung von militärischen und zivilen Flugzeugtriebwerken und stationären Gasturbinen aktiv sind. Der Konzern ist selbst eine Tochter von Oboronprom und gehört somit mittelbar zu Rostec.

## Tochtergesellschaften
Zu den Tochtergesellschaften der United Engine Corporation gehören:
- Awiadwigatel
- Klimow
- Perm Engine Company
- Moskauer Motorenwerk Salut
- NPO Saturn